# NGC 1401
NGC 1401 est une galaxie lenticulaire vue par la tranche et située dans la constellation de l'Éridan. NGC 1401 a été découverte par l'astronome germano-britannique William Herschel en 1784.

## Caractéristiques
Sa vitesse par rapport au fond diffus cosmologique est de 1 379 ± 24 km/s, ce qui correspond à une distance de Hubble de 20,3 ± 1,5 Mpc (∼66,2 millions d'al).
À ce jour, trois mesures non basées sur le décalage vers le rouge (redshift) donnent une distance de 15,167 ± 2,801 Mpc (∼49,5 millions d'al), ce qui est à tout juste à l'extérieur des valeurs de la distance de Hubble. Notons cependant que c'est avec la valeur moyenne des mesures indépendantes, lorsqu'elles existent, que la base de données NASA/IPAC calcule le diamètre d'une galaxie et qu'en conséquence le diamètre de NGC 1401 pourrait être d'environ 23,1 kpc (∼75 300 al) si on utilisait la distance de Hubble pour le calculer.

## Groupe de NGC 1395 et l'amas de l'Éridan
NGC 1401 fait partie du groupe de NGC 1395. Ce groupe fait partie de l'amas de l'Éridan et il comprend au moins 31 galaxies, dont NGC 1315, NGC 1325, NGC 1331, NGC 1332, NGC 1347, NGC 1353, NGC 1371, NGC 1377, NGC 1395, NGC 1414, NGC 1415, NGC 1422, NGC 1426, NGC 1438, NGC 1439, IC 1952, IC 1953 et IC 1962.